# Nishikawa Mitsujirō
Nishikawa Mitsujirō (japanisch 西川 光二郎, Vorname auch Kōjirō gelesen; geboren 29. April 1876 in Sano (Präfektur Hyōgo); gestorben 22. Oktober 1940) war ein japanischer Sozialist.

## Leben und Wirken
Nishikawa Mitsujirō wurde bereits als Schüler Christ. Er besuchte das „Sapporo Agricultural College“ (札幌農学校, Sapporo nōgakkō), die Vorläufereinrichtung der heutigen Universität Hokkaidō, und kam dort unter den Einfluss von Nitobe Inazō. Später zog er nach Tokyo und besuchte von 1896 bis 1899 die „Tokyo Senmon Gakkō“ (東京専門学校), die Vorläufereinrichtung der heutigen Waseda-Universität, wo er zusammen mit dem Sozialisten Katayama Sen das Magazin „Rōsō sekai“ (労働世界) – „Welt der Arbeit“ herausgab.
1901 unterstützte Nishikawa Katayama bei der Gründung der Sozialdemokratischen Partei, 1903 war er an der Gründung der „Heiminsha“ (平民社) und 1906 der „Japan Heimintō“ (平民党), der späteren Sozialistischen Partei Japans, beteiligt. 1908 wurde er mit Ōsugi Sakae inhaftiert, weil er in die Proteste gegen die Umweltzerstörung, verursacht durch das Ashio-Kupferbergwerk, und Proteste gegen die Preiserhöhung von Zügen in Tokio verwickelt war.
Während seiner Haft kritisierte Nishikawa jedoch die Theorie der direkten Aktion, die von Kōtoku Shūsui, Sakai Toshihiko u. a. vertreten wurde, und veröffentlichte zusammen mit Katayama u. a. den Plan, über den Reichstag zur Macht zu kommen. Nach der Entlassung aus der Haft zog er sich aus der politischen Welt zurück.
Nishikawa wurde mit seiner ebenfalls politisch aktiven Frau auf dem Friedhof Tama in der Präfektur Tokio beigesetzt. Zu seinen Veröffentlichungen gehören u. a. 
- „Nihon no rōdō undō“ (日本之労働運動) – „Die Arbeiterbewegung in  Japan“ als Mitverfasser,
- „Jindō no senshi shakai shugi no chichi Kāru Marukusu“ (人道の戦士社会主義の父カールマルクス) – „Karl Marx, Humanitärer Krieger, Vater des Sozialismus“,
- „Kaikaku-sha no shinjō“ (改革者の心情) – „Das Herz eines Reformators“ und
- „心懐語“ (心懐語) – „Herzliche Worte“.